# Giants & Monsters
Albums de Helloween
Helloween
(2021)
Singles
1. This Is Tokyo
Sortie : 13 juin 2025
2. Universe (Gravity for Hearts)
Sortie : 25 juillet 2025

Giants & Monsters est le dix-septième album studio du groupe de power metal allemand Helloween, qui sortira le 29 août 2025 chez Reigning Phoenix Music et qui succédera à Helloween en 2021. Deux singles ont été publiés pour promouvoir l'album : This Is Tokyo le 13 juin 2025 et Universe (Gravity for Hearts) le 25 juillet 2025.
Il a été produits par Charlie Bauerfeind et Dennis Ward et mixé dans les studios Wisseloord à Hilversum, aux Pays-Bas, où Iron Maiden, Judas Priest ou encore Def Leppard ont également travaillé.
L'album sera suivit d'une tournée avec Beast in Black en tant que première partie, qui célèbrera à la fois la sortie de l'album mais aussi les 40 ans de carrière du groupe. Elle passera notamment au Zénith de Paris le 22 octobre 2025.

## Contexte
A propos de ce nouvel opus, le guitariste Michael Weikath déclara : « Ce qui nous motive, c'est le fait que nous sommes tous très différents. Cela génère une énergie créative ». Kai Hansen a ajouté : « Nous essayons de ne pas nous prendre, et tout ce qui nous entoure, trop au sérieux. », ce que le chanteur Andi Deris résume par : « Au final, nous sommes juste sept gars qui veulent faire de la musique et profiter de cette force incomparable qui se dégage lorsque nous sommes ensemble.»
Le premier single, intitulé "This Is Tokyo", est un hommage au Japon, comme le déclare Andi Deris : « J'ai toujours voulu écrire cette chanson. Le Japon occupe une place particulière dans ma vie, car c'est là-bas que j'ai connu mes premiers grands succès. Je voulais rendre hommage au Japon depuis un certain temps déjà et j'ai enfin trouvé les paroles qui convenaient. Comme "Tokyo" sonne mieux que "Japon", la ville représente tout un pays qui est très important pour moi. ».

## Liste des pistes
| 1.    | Giants on the Run             | 6:21 |
| 2.    | Savior of the World           | 4:14 |
| 3.    | A Little Is A Little Too Much | 3:30 |
| 4.    | We Can Be Gods                | 5:11 |
| 5.    | Into the Sun                  | 3:40 |
| 6.    | This Is Tokyo                 | 4:14 |
| 7.    | Universe (Gravity for Hearts) | 8:24 |
| 8.    | Hand of God                   | 3:45 |
| 9.    | Under the Moonlight           | 3:08 |
| 10.   | Majestic                      | 8:08 |
| 50:35 |                               |      |

## Personnel

### Helloween
- Michael Kiske - chant
- Markus Grosskopf - basse
- Andi Deris - chant
- Kai Hansen - guitares, chant
- Michael Weikath - guitares
- Sascha Gerstner - guitares
- Daniel Löble - batterie